# Бульвар Миколи Руденка (станція швидкісного трамвая)
50°25′47″ пн. ш. 30°23′12″ сх. д. / 50.42972° пн. ш. 30.38667° сх. д.
Бульва́р Мико́ли Руде́нка (з 1970 до 1981 — вулиця Ромена Роллана, з 1981 до 2024 — Бульвар Кольцова) — станція трамвайних маршрутів № 1 та № 2 в Києві на відгалуженні від правобережної лінії швидкісного трамвая, розташована між станціями «Вулиця Василя Доманицького» та «Вулиця Зодчих». Зупинка відкрита в 1970 році під назвою «вулиця Ромена Роллана», як станція була відкрита після реконструкції восени 2020 року. Після реконструкції станція отримала дві підвищені платформи, що оснащені турнікетами, тактильною плиткою, пандусами, інформаційними таблами та LED-освітленням. Крім того, біля станції було влаштовано перехід через трамвайні колії, який повідомляє пішоходів про наближення трамвая. Розташована на Бульварі Миколи Руденка.

## Історія
Зупинка була відкрита під назвою «вулиця Ромена Роллана» в 1970 році як частина траси трамвайного маршруту № 17, що тоді став ходити від станції метро «Завод „Більшовик“» (теперішня назва — Шулявська) до «Вулиці Сім'ї Сосніних» (теперішня назва — вулиця Зодчих), та № 1 («Палацу спорту» — «Вулиці Сім'ї Сосніних»), що ходив тоді ходив бульваром Івана Лепсе (теперішня назва — Вацлава Гавела) та Брест-литовським проспектом (теперішня назва — Берестейський проспект). А в 1977 році зупинка стала частиною швидкісного трамвайного маршруту № 1, що став ходив по сучасній трасі. У 1981 зупинку було перейменовано на Бульвар Кольцова разом із перейменування бульвару.
Спорудження платформ станції розпочалося у грудні 2019 року в рамках реконструкції лінії. Відкриття для пасажирів планувалося у травні 2020 року. Станом на 6 березня споруджено дві берегові платформи, над якими почалося влаштування навісів. Прохід на платформи мали організувати через турнікети, біля яких мали бути встановлені кабіни контролерів для пропуску пасажирів, що мають право безкоштовного проїзду. Перехід через колії та вулицю наземний. Вестибюль відсутній. Поряд з платформою в напрямку центру міста мало бути влаштовано приміщення касира та охорони, а в кінці платформи у напрямку з центру — приміщення біотуалету та сміттєзбірник.. Станцію після реконструкції було відкрито восени 2020 року. 
Внаслідок перейменування бульвару, у квітні 2024 року станція отримала сучасну назву.

## Виноски
1. ↑  Прямих доказів цього не має, є лише опосередковані (рішення про перейменування бульвару), але на картах за 1985 рік вже нова назва[7]